# 大桥头镇
大桥头镇，原为桥头乡，是中华人民共和国河北省石家庄市深泽县下辖的一个乡镇级行政单位。2020年12月25日，撤销桥头乡，设立大桥头镇。大桥头镇的行政区划代码为: 130128103。

## 行政区划
大桥头镇下辖以下地区：
魏村、方元村、并市村、堤北村、南中山村、北卓头村、南卓头村、耿庄村、寺头村、秀武村、西桥头村、中桥头村、大桥头村、河庄村、乘马村、西小封村、东小封村、水冻村、南赵庄村、南封庄村、西焦庄村、东焦庄村、营里村、息马村和西河村。